# Murtensee
Der Murtensee (veraltet Murtenersee, historisch Üchtsee), französisch Lac de Morat, ist mit einer Fläche von 22,8 km² der kleinste der drei grossen Schweizer Jurarandseen, nach dem Neuenburgersee und dem Bielersee.

## Geografie

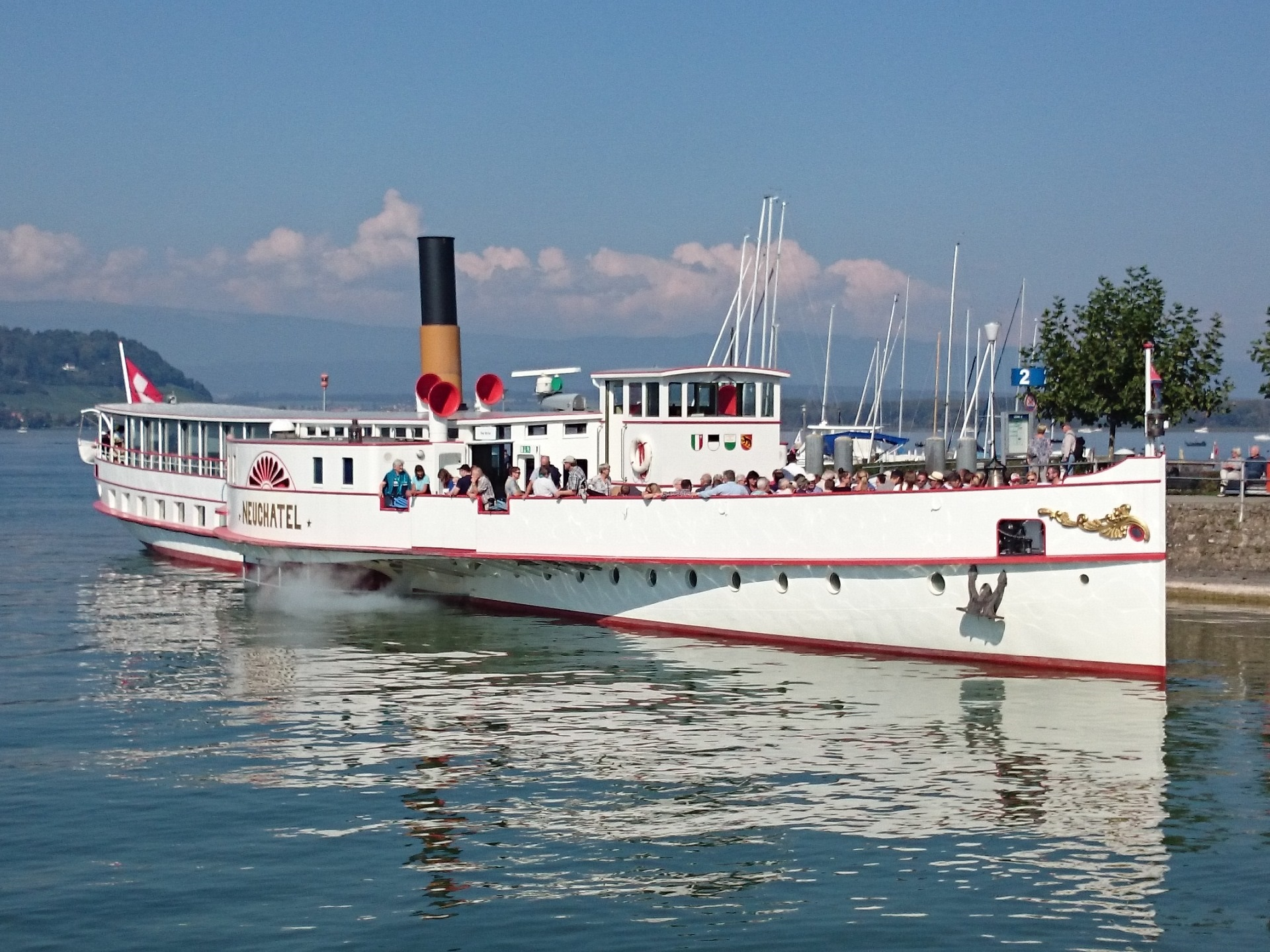
Dampfschiff Neuchâtel in Murten

Der Murtensee liegt in den Kantonen Freiburg und Waadt. An seinem südlichen Ufer liegt die namengebende Stadt Murten. 40 Meter vom Nordufer entfernt, nahe Guévaux, liegt die Insel La Grande Île mit einer Fläche von 0,1 ha.
Hauptzufluss ist die Broye, die 63 % des Einzugsgebietes entwässert. Abfluss ist der Broyekanal, der in den Neuenburgersee führt. Im langjährigen Mittel (seit 1983) lag der Wasserstand mit 429,37 m ü. M. nur 2 cm über dem des Neuenburgersees. Zusammen mit dem Neuenburgersee dient der Murtensee als Ausgleichsbecken für die in den Bielersee mündende Aare. Wenn Hochwasser der Aare den Bielersee ansteigen lässt, kommt der Abfluss zum Stillstand und fliesst zeitweise sogar rückwärts.
Der 22,8 km² grosse See ist 8,2 km lang und maximal 2,8 km breit. Seine maximale Tiefe beträgt 45 m, sein Inhalt rund 0,55 km³. Das Einzugsgebiet ist 693 km² gross. Die theoretische Aufenthaltszeit des Wassers im See (Füllzeit) beträgt 1,6 Jahre. Vor der Juragewässerkorrektion war der Seespiegel ca. 2,5 m höher und der See 4,6 km² grösser. Die Dufourkarte verzeichnete ihn auf 435,2 m ü. M. (1860) mit 27,42 km².

## Schifffahrt
1872 wurde die Société de navigation sur les lacs de Neuchâtel et Morat (LMN) gegründet, die noch heute zusammen mit der Bielersee-Schifffahrts-Gesellschaft auf den drei Seen die öffentliche Schifffahrt betreibt.

### Schiffländen
Schiffländen der Personenschifffahrt, von Süden nach Norden:
| Name                         | Ufer | Lage                  | Kt. | ⊙                  | Bild | Anmerkungen       |
| ---------------------------- | ---- | --------------------- | --- | ------------------ | ---- | ----------------- |
| Avenches Plage               | Süd  | Avenches              | VD  | 46.905798 7.048617 | BW   | keine Kursschiffe |
| Faoug débarcadère            | Süd  | Faoug                 | VD  | 46.910194 7.076976 | 2019 |                   |
| Vallamand                    | Nord | Vallamand             | VD  | 46.924506 7.037582 | 2019 |                   |
| Murten/Morat (Schiff/bateau) | Süd  | Murten                | FR  | 46.93066 7.116622  | 2017 |                   |
| Môtier (Vully)               | Nord | Môtier, Mont-Vully    | FR  | 46.946934 7.08417  | BW   |                   |
| Praz                         | Nord | Praz, Mont-Vully      | FR  | 46.951795 7.09735  | 2019 |                   |
| Sugiez (bateau)              |      | Sugiez, im Broyekanal | FR  | 46.964181 7.114223 | BW   |                   |

## Ökologie
Über den Phosphorkreislauf gelangt nach wie vor zu viel Phosphor in den Murtensee. Ein Teil davon kommt über das gereinigte Abwasser aus 31 Kläranlagen. 60 Prozent kommt aus diffusen Einträgen, hauptsächlich im Zusammenhang mit der Landwirtschaft.
Der Bestand an Felchen kann im Murtensee, wegen fehlender Laichmöglichkeiten, nur durch jährliche Besatzmassnahmen gehalten werden. Inzwischen wird der Laich aus dem Neuenburgersee in der interkantonalen Fischzucht in Colombier NE ausgebrütet, bevor die jungen Fischlein im Murtensee ausgesetzt werden. Ab 2018 hat sich die invasive Quagga-Muschel massiv ausgebreitet.
Der Kanton Freiburg möchte die privaten Bootsstege, insbesondere in der Gemeinde Mont-Vully, aufheben, da sie gegen die nationalen Uferschutzvorschriften verstossen. Die Besitzer wollen sich allenfalls bis vor Bundesgericht dagegen wehren.

## Freizeit
Der Murtensee bietet verschiedene Freizeit- und Wassersportmöglichkeiten; unter anderem gibt es eine Segelschule, eine Surfschule und zwei Wakeboardschulen.
Am östlichen Ufer des Sees befinden sich drei kleinere Aussichtsplattformen.

## Expo.02
Während der Expo.02 schwamm auf dem Murtensee, 200 m vom Hafen in Murten entfernt, ein rostiger, begehbarer Monolith des Architekten Jean Nouvel von 34 Metern Seitenlänge, in dessen Innerem zwei Panoramabilder zu sehen waren (vgl. Bild). Nach der Landesausstellung wurde er wieder demontiert.

## Bilder

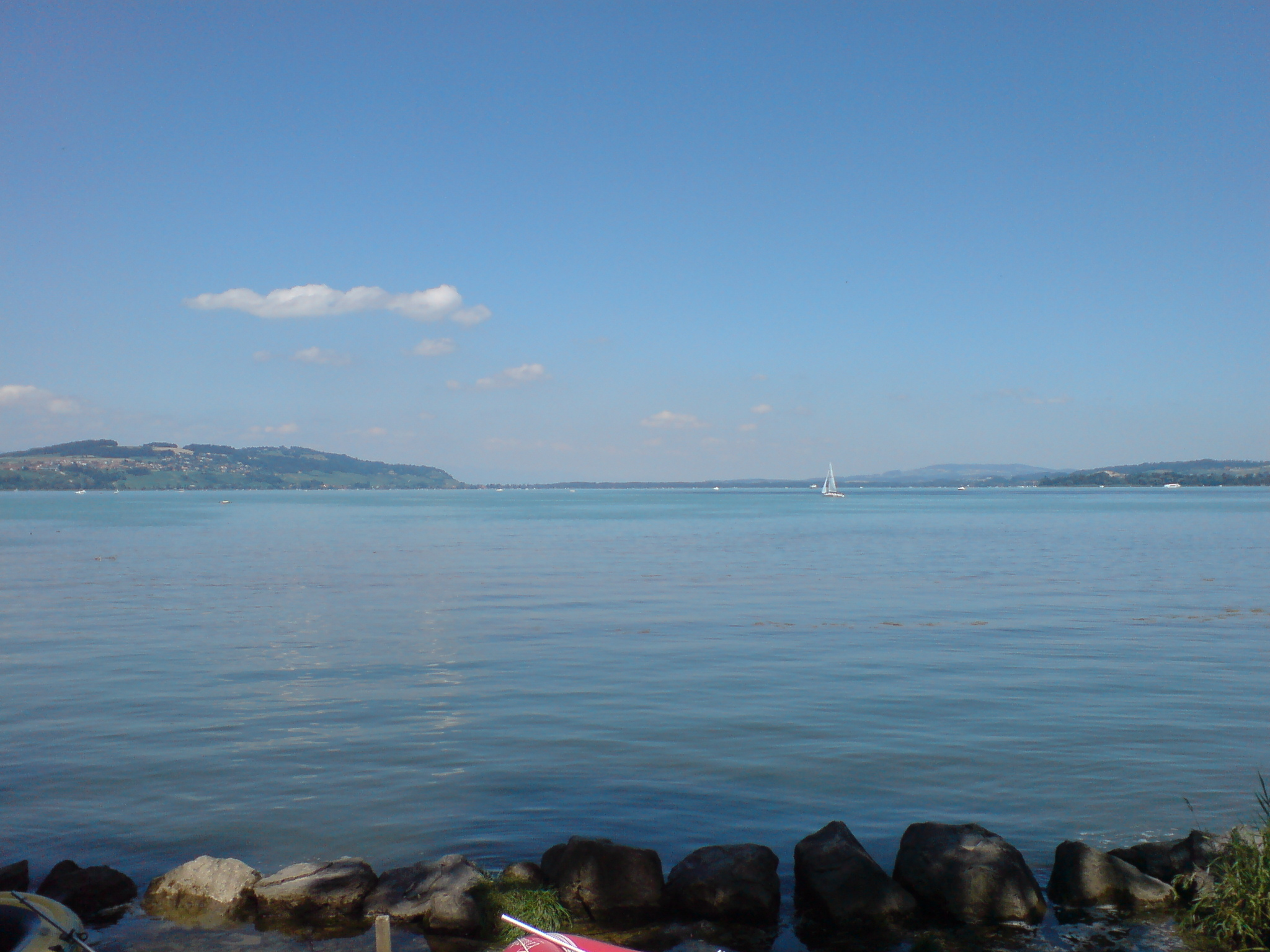
Blick nach Nordosten
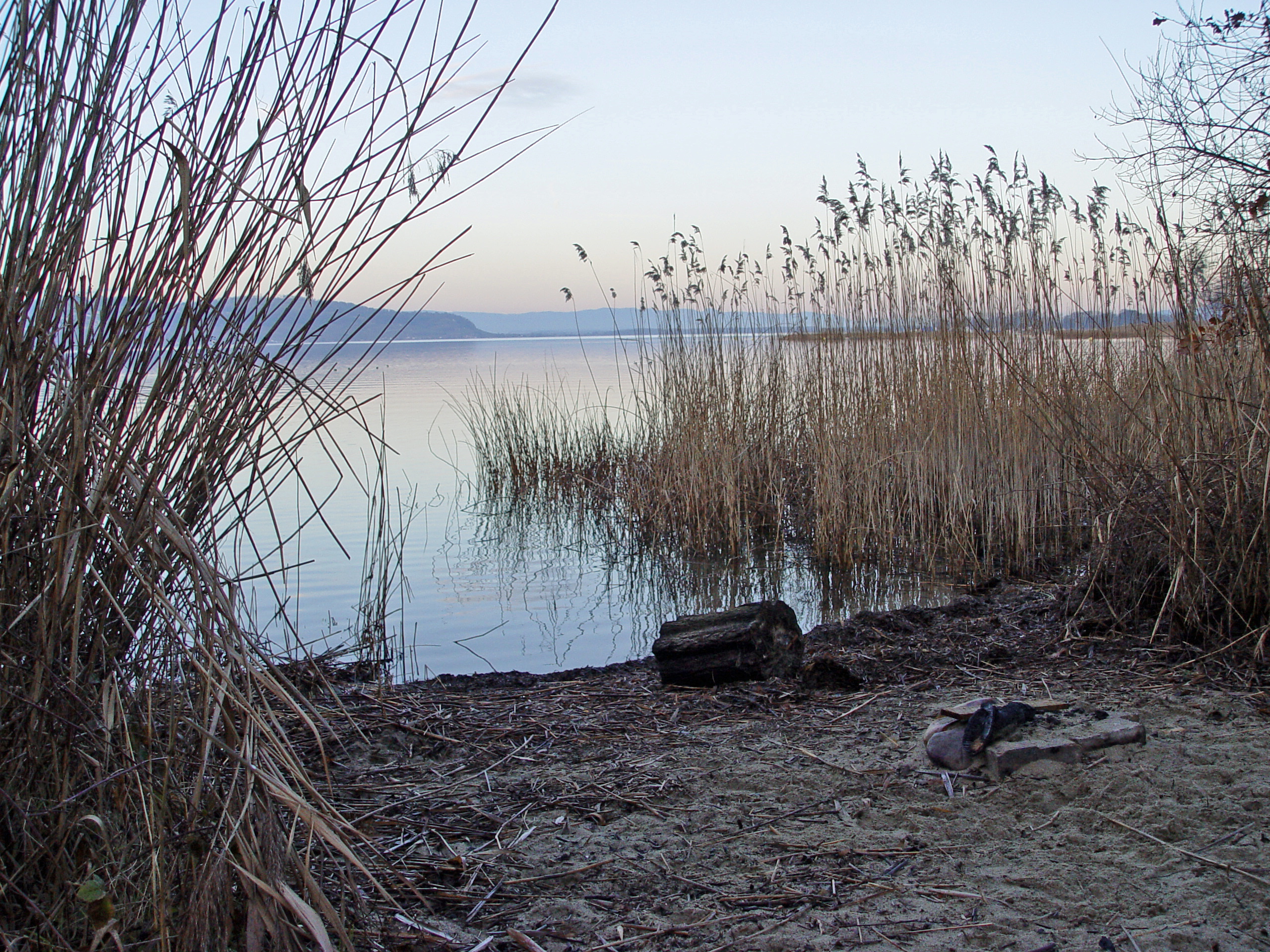
Schwer zugängliches Ufer des Murtensees, nahe Faoug
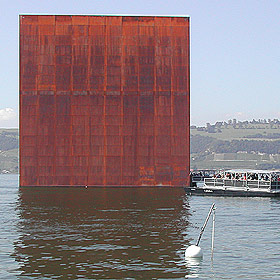
Monolith von Jean Nouvel während der Expo.02
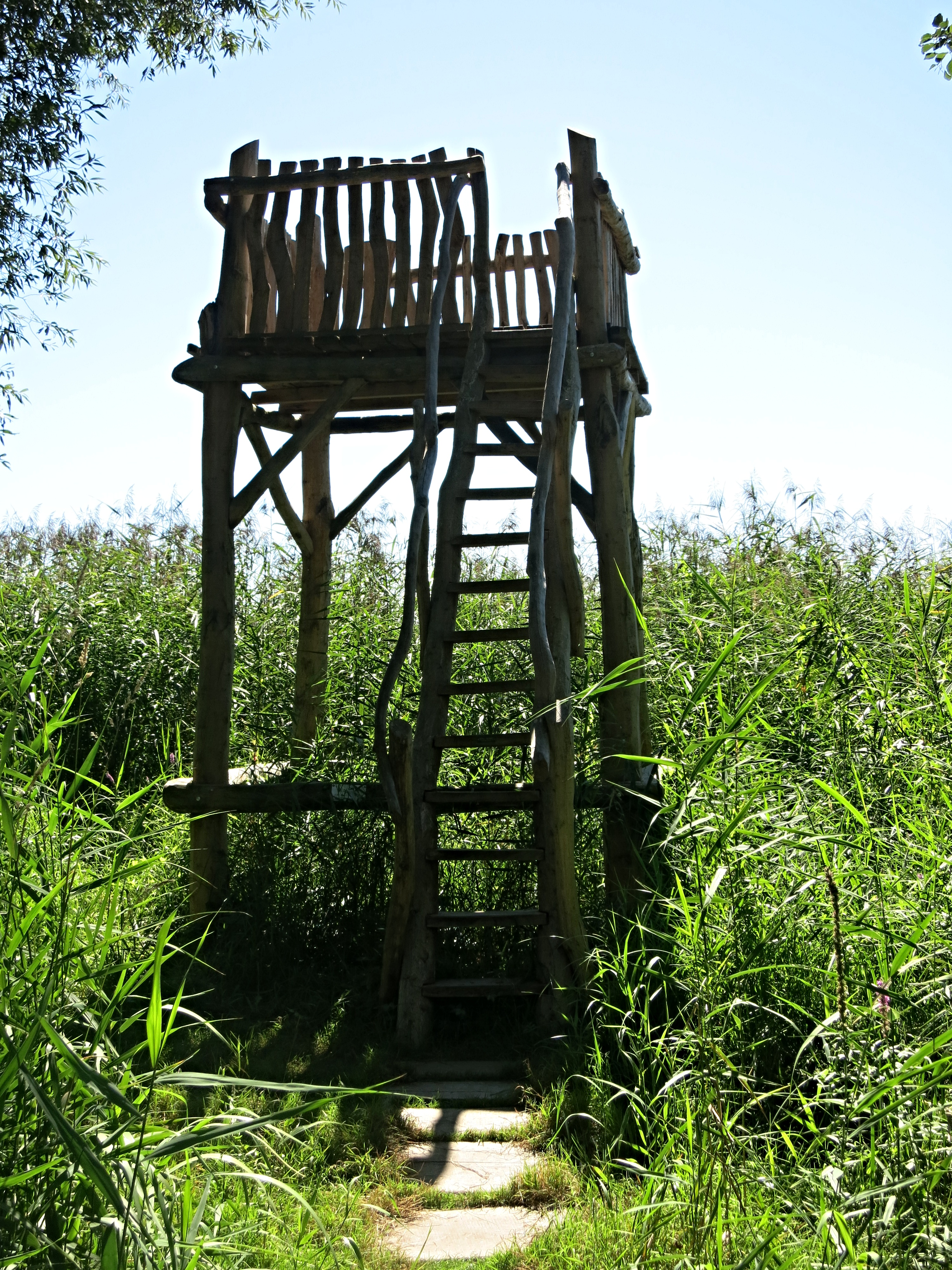
Die höchste von drei Aussichtsplattformen
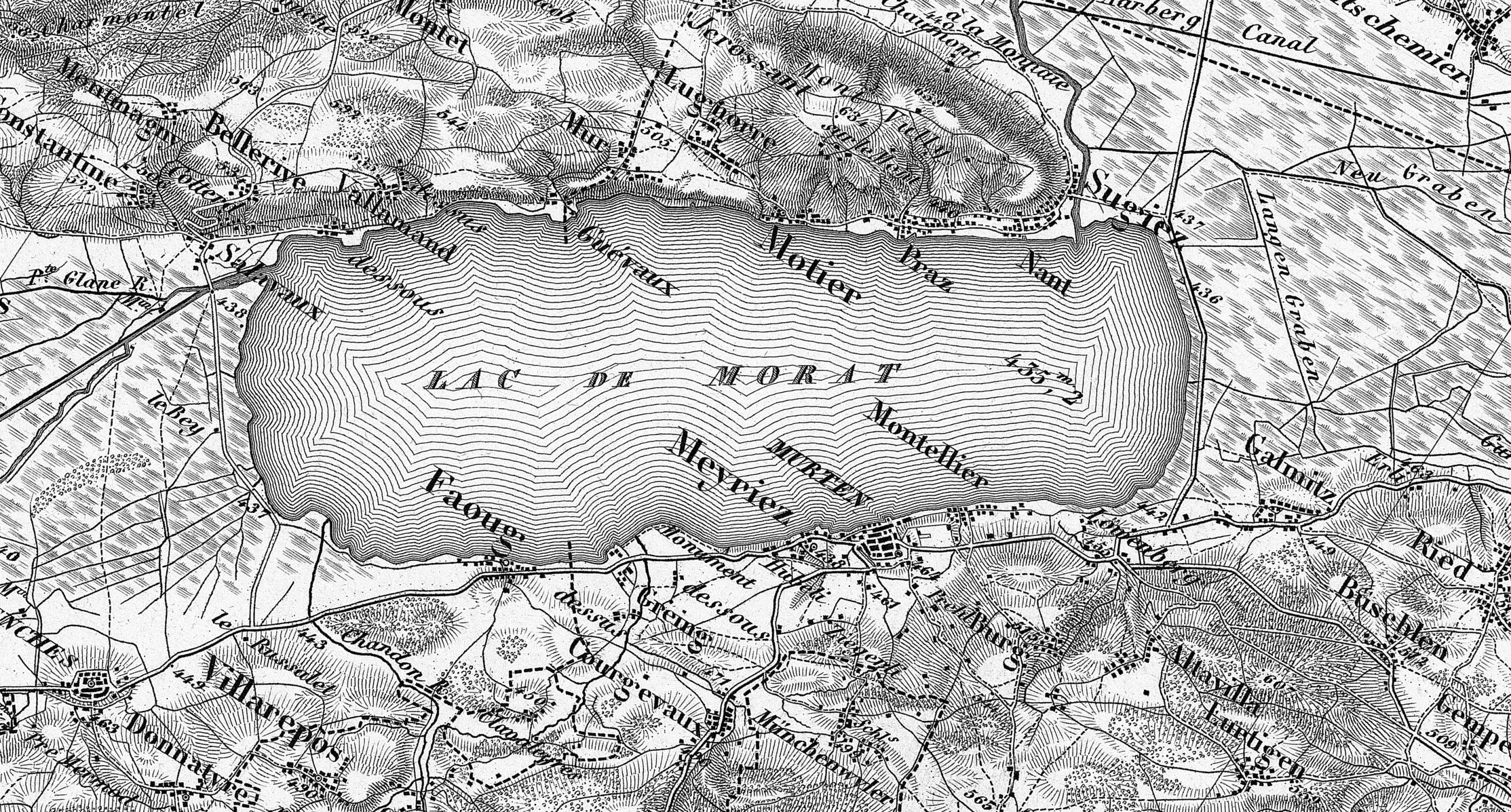
See 1860 mit 27,42 km² auf 435,2 m ü. M. (Dufourkarte)